# Sidi Muhammad uld Bubakar
Sidi Muhammad uld Bubakar (arab. سيدي محمد ولد بو بكر, fr. Sidi Mohamed Ould Boubacar, ur. 31 maja 1957 w Atarze) – mauretański polityk, dwukrotnie pełnił funkcję premiera Mauretańskiej Republiki Islamskiej. 
Po raz pierwszy objął urząd premiera w 1992 roku za prezydentury Maawijego Taji. Sprawował tę funkcję do 1996 roku. 
W latach 2004–2005 był ambasadorem Mauretanii we Francji. 7 sierpnia 2005, po zamachu stanu dokonanym 3 sierpnia przez Wojskową Radę Sprawiedliwości i Demokracji, Sidi Muhammad uld Bubakar ponownie objął urząd premiera. Obowiązki prezydenta pełnił wówczas pułkownik Ili uld Muhammad Fal – dowódca wojskowej junty, która w wyniku zamachu stanu na dwa lata przejęła władzę w kraju. 
Podobnie jak członkowie Wojskowej Rady Sprawiedliwości i Demokracji Sidi Muhammad uld Bubakar nie miał prawa kandydować w demokratycznych wyborach prezydenckich w Mauretanii 25 marca 2007 roku. Po potwierdzeniu zwycięstwa prezydenta elekta Sidiego uld Szajcha Abdallahiego Bubakar złożył rezygnację z urzędu premiera na ręce pułkownika Valla. Pełnił jednak obowiązki premiera do czasu zaprzysiężenia nowego prezydenta 19 kwietnia 2007 roku. Dzień później jego następcą został Zin uld Zidan. 